# ظواهر راسخة
الظواهر الراسخة (اللاتينية: ظواهر بين فونداتا)، في فلسفة غوتفريد لايبنتس، هي طرق يظهر بها العالم لنا بشكل خاطئ، ولكنها ترتكز على الطريقة التي يكون عليها العالم (على عكس الأحلام أو الهلوسة، والتي هي المظاهر الكاذبة التي لا تستند إلى أسس).
بالنسبة إلى للايبنتس، يتكون الكون من عدد لا حصر له من المواد البسيطة أو الجوهر الفرد، كل منها يحتوي على تمثيل للكون بأكمله (الماضي والحاضر والمستقبل) ، وجميعها معزولة سببيًا عن بعضها البعض لها جوهر فرد لا توجد نوافذ يمكن لأي شيء من خلالها الدخول أو المغادرة. بالنسبة للجزء الأكبر، تكون تصورات الجوهر الفرد مشوشة وغامضة إلى حد ما، ولكن بعضها يتوافق إما مع الطرق التي ترتبط بها الأحاديات الأخرى أو مع الطرق أن التمثيل مرتب حقًا؛ هذه هي الظواهر الراسخة.
في عالم التجربة العادية يمكن أن نطلق على قوس قزح ظاهرة جيدة التنظيم؛ يبدو لنا أنه قوس ملون في السماء، على الرغم من عدم وجود قوس في الواقع. ومع ذلك، لا نعاني من الهلوسة، لأن المظهر متأصل في الطريقة التي يُنظم بها العالم - في سلوك الضوء، وغبار الغبار، وجزيئات الماء، إلخ.
بالنسبة إلى لايبنتس، هناك فئتان رئيسيتان من الظواهر الراسخة: العالم العادي للأشياء الفردية وتفاعلاتها، والمزيد من الظواهر المجردة مثل المكان والزمان والسببية. يوجد هذا أيضًا في تعبيره عن الانسجام المحدد مسبقًا باعتباره أساس السببية.